# Districtul Salzland
Salzland este un district  administrativ rural în landul Saxonia-Anhalt. În urma reorganizării districtelor,  la data de 1 iulie 2007, Salzland a preluat districtele Ascherleben , Bernburg și Schönebeck.